# فرانك هاسي
فرانك هاسي (بالإنجليزية: Frank Hussey)‏ هو منافس ألعاب قوى أمريكي، ولد في 14 فبراير 1905 في نيويورك في الولايات المتحدة، وتوفي في 26 ديسمبر 1974 في كوكساكي في الولايات المتحدة.

## وصلات خارجية
- فرانك هاسي على موقع اللجنة الأولمبية الدولية (الإنجليزية)
- فرانك هاسي على موقع أوليمبيديا (الإنجليزية)